# Брайс Дедмон
Брайс Дедмон (англ. Bryce Deadmon, нар. 26 березня 1997) — американський легкоатлет, який спеціалізується у бігу на короткі дистанції.

## Спортивні досягнення
Дворазовий олімпійський чемпіон з естафетного бігу 4×400 метрів серед чоловіків (2021, 2024). Срібний (2024) та бронзовий (2021) олімпійський призер зі змішаного естафетного бігу 4×400 метрів.
Чемпіон світу з естафетного бігу 4×400 метрів серед чоловіків (2022).
Чемпіон Північної і Центральної Америки та країн Карибського басейну з естафетного бігу 4×400 метрів серед чоловіків (2022). Бронзовий призер чемпіонату Північної і Центральної Америки та країн Карибського басейну з бігу на 400 метрів (2022).
Чемпіон США з бігу на 400 метрів (2023).
Рекордсмен світу зі змішаного естафетного бігу 4×400 метрів (3.07,41; 2024).

## Відео
- Попередній забіг зі змішаного естафетного бігу 4×400 метрів на Олімпіаді-2024, в якому був встановлений світовий рекорд за участі Брайса Дедмона на YouTube
- Фінальний забіг зі змішаного естафетного бігу 4×400 метрів на Олімпіаді-2024 на YouTube